# 日本オストミー協会
公益社団法人日本オストミー協会（にほんおすとみーきょうかい、英称: Japan Ostomy Association Inc.）は、人工肛門・人工膀胱の講演会・講習会、オストメイトの社会適応訓練事業を通して、人工肛門・人工膀胱を必要とする人たちを支援するために活動している公益法人。以前は厚生労働省所管であったが、公益法人制度改革に伴い2011年4月1日に公益社団法人へ移行した。

## 沿革
1969年7月1日オストメイト団体「互療会」設立
1976年国際オストミー協会 (IOA) に加盟
1986年都道府県・指定都市より委託の「オストメイト社会適応訓練事業」開始
1989年1月27日社団法人化（厚生省所管）、日本オストミー協会に名称変更
2003年中央障害者社会参加推進協議会に加盟
2004年日本身体障害者団体連合会に加盟
2011年4月1日公益社団法人に移行

## 事業
- 医療講演会、講習会、相談会、体験交流会、補装具展示会、研修旅行、全国大会
- 電話相談、相談支援活動、会報の発行、ホームページ公開、刊行物の発刊
- オストミー関連情報の収集、各種調査研究、オストメイト生活実態調査